# Exorfina
Las exorfinas son péptidos opioides generados a través de la ingestión de proteínas de gluten y caseína.

## Fisiología
La generación de opioides endógenos mediante la digestión ocurre de forma natural en todo mamífero. Se ha detectado en todas las especies, incluidos los humanos. Investigándose en especial tanto el gluten y la caseína para comprender su fisiología al transformarse en exorfinas y su relación con los trastornos conductuales.
Aún no es clara su acción en el cerebro. En su investigación la Dra. Zioudrou ha señalado que para que las exorfinas tengan un efecto como péptidos opioides en el sistema nervioso central se requiere: que se produzcan en el tracto intestinal; que se absorban sin degradación y pasen al torrente sanguíneo; que crucen la barrera hematoencefálica; que alcancen los receptores específicos a opiáceos y que interactúen con esos receptores. Se han encontrado fracciones muy bajas que llegan al cerebro.
Las exorfinas tienen un papel fisiológico potencial como reguladores externos en el tracto gastrointestinal, a la vez de intervenir en el sistema nervioso central, tanto como en el lugar donde se originan.
El gluten y la caseína son proteínas que tienen la particularidad de que forman exorfinas en el intestino. Cuando son digeridas por el estómago forman péptidos que son transformados por las enzimas intestinales en oligopéptidos y aminoácidos. Los oligopéptidos, las exorfinas, se fraccionan en diferentes tipos de partículas que para motivos de investigación numeran en escalas, para poder establecer en cada una de ellas una función fisiológica específica. Los oligopéptidos son absorbidos pasando la mucosa intestinal por pinocitosis. La pinocitosis ocurre cuando la sustancia toca la membrana externa de la célula intestinal siendo transportada directamente hacia la sangre, sin producir daños ni porosidad.
Cuando se toman lácteos se forman casomorfinas (casiomorfinas), y morficeptinas. Cuando se come gluten; trigo, avena, cebada; se producen exorfinas de gluten (gliodorfinas o gluteomorfinas) que sirven para procesos de la fisiología gastrointestinal.

### Casomorfinas
Se ha detectado que las casomorfinas tienen alta concentración en el duodeno, y también en sangre, lo que sugiere que estos péptidos resisten a las proteasas intestinales y se absorben como tales. Las casomorfinas son transportadas de la mucosa a la serosa, aumentando la absorción de sodio y cloro. Dosis elevadas producirían efectos catalépticos.
Tienen propiedades opioides las beta-casomorfinas 7, 6, 5 y 4. La beta-casomorfina 3 es inactiva. Dependiendo de su interacción con aminoácidos se ha encontrado que las más potentes son la 5 o la 4. Se ha descrito que existen receptores de casomorfinas en el sistema nervioso central y en el periférico.
A nivel fisiológico se considera que tienen efecto en algunas funciones endócrinas e intestinales, siendo probable que sean controladas por receptores opiáceos en el intestino y no solo por substancias endógenas como se suponía. Entre ellos se concluye que los péptidos opioides por digestión de los alimentos modulan la función pancreática endócrina aumentando o estimulando la liberación de insulina.
Entre sus características farmacológicas se considera que su actividad opiácea es menor a la morfina o a las encefalinas. Proporcionando una acción analgésica baja, sin embargo, la morficeptina, que es el compuesto correlacionado a la digestión de esta peptina, destaca por ser particularmente anestésica y, en combinación con D-Fen 3 o Di-Pipecólico 4, es 10 a 28 veces más poderosa que la morfina.

### Exorfinas del gluten
Son más potentes que las casomorfinas. Aún se sigue investigando la fisiología de la digestión del gluten de forma natural. Pero los primeros resultados indican que tiene acción en el aumento del tono muscular, algunos derivados compuestos actúan como un estimulante en la contracción, otros en la inhibición reversible de la misma cuando se mezclan con naloxona que es un antagonista opiáceo. 
Las exorfinas del gluten normalmente pueden llegar a los receptores de opiáceos en el sistema nervioso central y activar su función. Incluso se ha encontrado evidencia de este compuesto tanto en sangre, tejidos, como en el cerebro sin que en este último se pueda determinar cual es su función por el momento.

## Las exorfinas y las dietas restrictivas
La respuesta alérgica al gluten se ha tratado de relacionar con el autismo sin que se exista evidencia científica que apoye a esta teoría. Por una parte, los Dres. Paul Whiteley, Paul Shattock de la Universidad de Sunderland, condujeron una investigación en la cual con base a las observaciones paternas, obtenidas por medio de test conductuales, de niños sometidos a la dieta de exclusión concluyeron que tiene un beneficio en los niveles de atención y disminución de la hiperactividad. Por otra, un grupo de científicos del Centro Médico de la Universidad de Rochester, liderados por la Dra. Susan Hyman, mediante un estudio controlado con anotaciones más precisas de alimentos digeridos, cambios de conducta, mostraron que no existían cambios conductuales, e incluso en algunos la ingesta de los mismos les mejoraba el humor, sólo un paciente que tenía celiaquía mostró los cambios favorables al suprimirle esos alimentos.
Por la difusión a través de internet de casos anecdóticos muchos padres con hijos que presentan autismo llegan a implementarla pensando que las exorfinas son tóxicas para sus hijos, que les causan perforaciones intestinales que provocan permeabilidad intestinal. No siendo advertidos que en conclusión de los mismos investigadores que la apoyan, sólo debe realizarse una dieta de exclusión a largo plazo bajo absoluta supervisión nutricional para evitar deficiencias. 
Este tipo de dieta puede llevar a una disminución de aminoácidos, electrolitos y vitaminas que se debe compensar con administrar suplementos alimenticios con los debidos controles para evitar sobredosificación de los mismos. Siendo el criterio médico actual que una dieta restrictiva sólo debe instaurarse si está comprobado que la persona padece alergia y/o sensibilización documentada con exploraciones específicas a nutrientes completos, y no solo por presentar problemas conductuales o autismo.